# Yann Millon
Yann Millon (* 26. März 1970 in Yvetot, Frankreich) ist ein ehemaliger französischer Duathlet und Crossläufer. Er ist zweifacher Duathlon-Weltmeister (1998, 1999).

## Werdegang
Yann Millon war 1998 und 1999 Weltmeister sowie 1997 und 2000 Vizeweltmeister der Internationalen Triathlon Union im Duathlon über die Kurzdistanz (10 km Laufen, 40 km Radfahren und 5 km Laufen).
Mit der französischen Nationalmannschaft war er 1996 und 1997 Vizeeuropameister im Crosslauf und wurde 2000 Europameister.
Darüber hinaus gewann er mit seiner Staffel die französischen Meisterschaften über 4 × 1500 m (1990) und wurde mehrfach mit seinem Team französischer Meister im Crosslauf (1993, 1994).
2002 erklärte er seine aktive Zeit für beendet.

## Sportliche Erfolge
| Datum/Jahr    | Rang | Wettbewerb                          | Austragungsort       | Zeit     | Bemerkung                                                                                    |
| ------------- | ---- | ----------------------------------- | -------------------- | -------- | -------------------------------------------------------------------------------------------- |
| 2000          | 2    | ITU Duathlon World Championships    | Calais               |          | Duathlon-Vizeweltmeister auf der Kurzdistanz (10 km Laufen, 40 km Radfahren und 5 km Laufen) |
| 17. Okt. 1999 | 1    | ITU Duathlon World Championships    | Huntersville         |          | Duathlon-Weltmeister                                                                         |
| 1999          | 3    | ETU Duathlon European Championships | Blumau               |          |                                                                                              |
| 1999          | 3    | Französische Meisterschaft Duathlon | Mulhouse             |          |                                                                                              |
| 1998          | 1    | ITU Duathlon World Championships    | St. Wendel           |          | Duathlon-Weltmeister                                                                         |
| 14. Sep. 1997 | 2    | ITU Duathlon World Championships    | Gernica              | 01:50:24 | Duathlon-Vizeweltmeister; hinter dem Australier Jonathan Hall                                |
| 1997          | 1    | Französische Meisterschaft Duathlon | La Ferté-Saint-Aubin |          | Französischer Duathlonmeister                                                                |